# Ferrette
Ne doit pas être confondu avec Henry Ferrette.
Ferrette  est une commune française située dans le sud dans la circonscription administrative du Haut-Rhin et, depuis le 1er janvier 2021, dans le territoire de la collectivité européenne d'Alsace, en région Grand Est.
Cette commune se trouve dans la région historique et culturelle d'Alsace dans le territoire du Sundgau.
Ses habitants sont appelés les Ferrettiens.

## Géographie

### Localisation
La commune se trouve dans le nord du Jura, plus précisément dans le Jura alsacien. Ferrette est à environ 25 km de Bâle, 35 km de Mulhouse et 45 km de Belfort, et à une altitude comprise entre 500 et 800 m.
Les communes limitrophes sont  Bendorf, Bouxwiller, Ligsdorf, Sondersdorf et Vieux-Ferrette.

### Hydrographie
La commune est dans le bassin versant du Rhin au sein du bassin Rhin-Meuse. Elle est drainée par le ruisseau Luppach,.

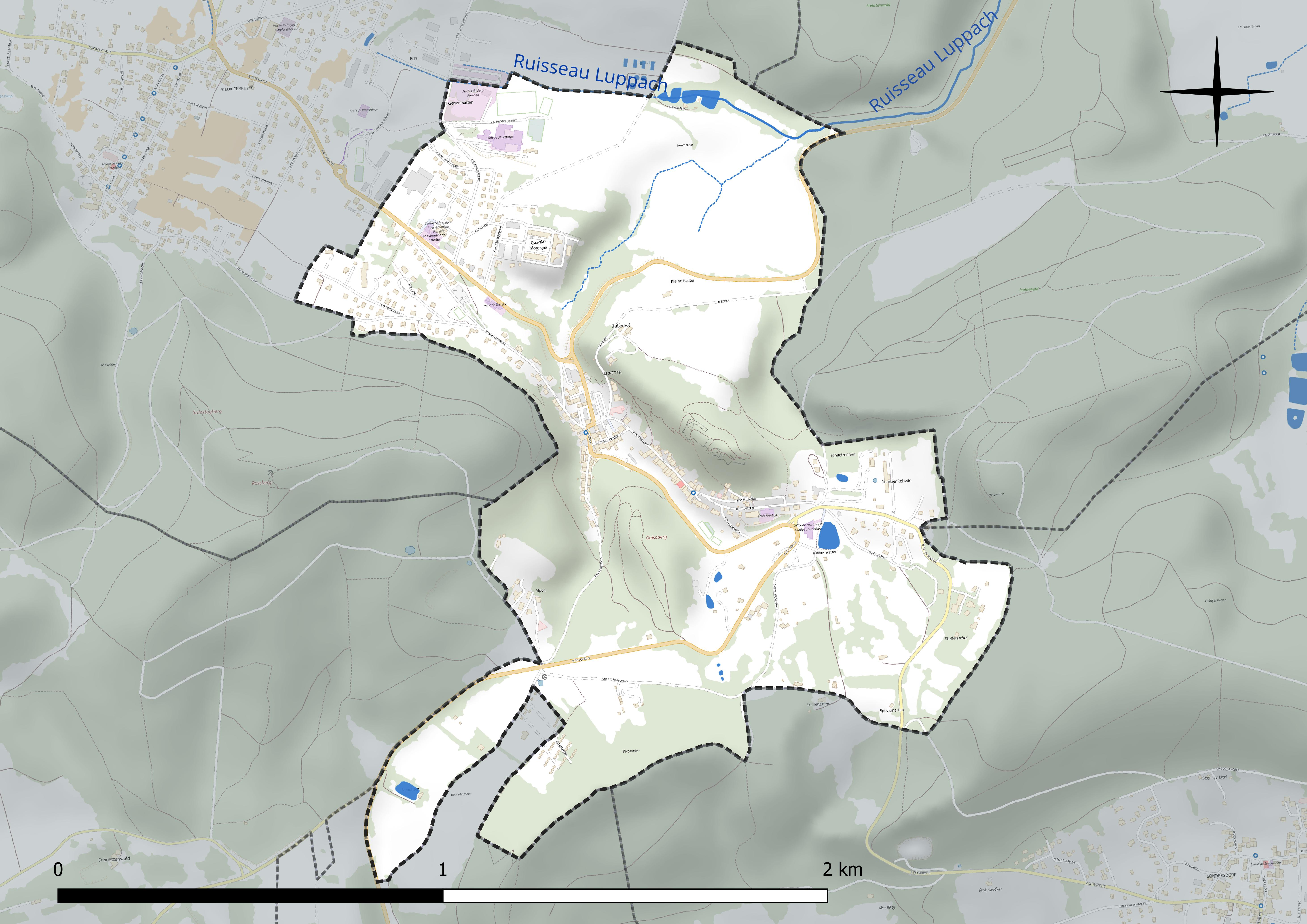
Réseau hydrographique de Ferrette.

### Climat
Pour des articles plus généraux, voir Climat du Grand Est et Climat du Haut-Rhin.
En 2010, le climat de la commune est de type climat de montagne, selon une étude du Centre national de la recherche scientifique s'appuyant sur une série de données couvrant la période 1971-2000. En 2020, Météo-France publie une typologie des climats de la France métropolitaine dans laquelle la commune est exposée à un climat de montagne ou de marges de montagne et est dans la région climatique  Vosges, caractérisée par une pluviométrie très élevée (1 500 à 2 000 mm/an) en toutes saisons et un hiver rude (moins de 1 °C). 
Pour la période 1971-2000, la température annuelle moyenne est de 9 °C, avec une amplitude thermique annuelle de 17,3 °C. Le cumul annuel moyen de précipitations est de 951 mm, avec 9,7 jours de précipitations en janvier et 10,5 jours en juillet. Pour la période 1991-2020, la température moyenne annuelle observée sur la station météorologique de Météo-France la plus proche, « Lucelle_sapc », sur la commune de Lucelle à 9 km à vol d'oiseau, est de 9,4 °C et le cumul annuel moyen de précipitations est de 1 091,0 mm. 
La température maximale relevée sur cette station est de 36 °C, atteinte le 20 juillet 2003 ; la température minimale est de −19 °C, atteinte le 20 décembre 2009,,. 
Les paramètres climatiques de la commune ont été estimés pour le milieu du siècle (2041-2070) selon différents scénarios d'émission de gaz à effet de serre à partir des nouvelles projections climatiques de référence DRIAS-2020. Ils sont consultables sur un site dédié publié par Météo-France en novembre 2022.

## Urbanisme

### Typologie
Au 1er janvier 2024, Ferrette est catégorisée bourg rural, selon la nouvelle grille communale de densité à sept niveaux définie par l'Insee en 2022.
Elle est située hors unité urbaine. Par ailleurs la commune fait partie de l'aire d'attraction de Bâle - Saint-Louis (partie française), dont elle est une commune de la couronne,. Cette aire, qui regroupe 94 communes, est catégorisée dans les aires de 200 000 à moins de 700 000 habitants,.

### Occupation des sols

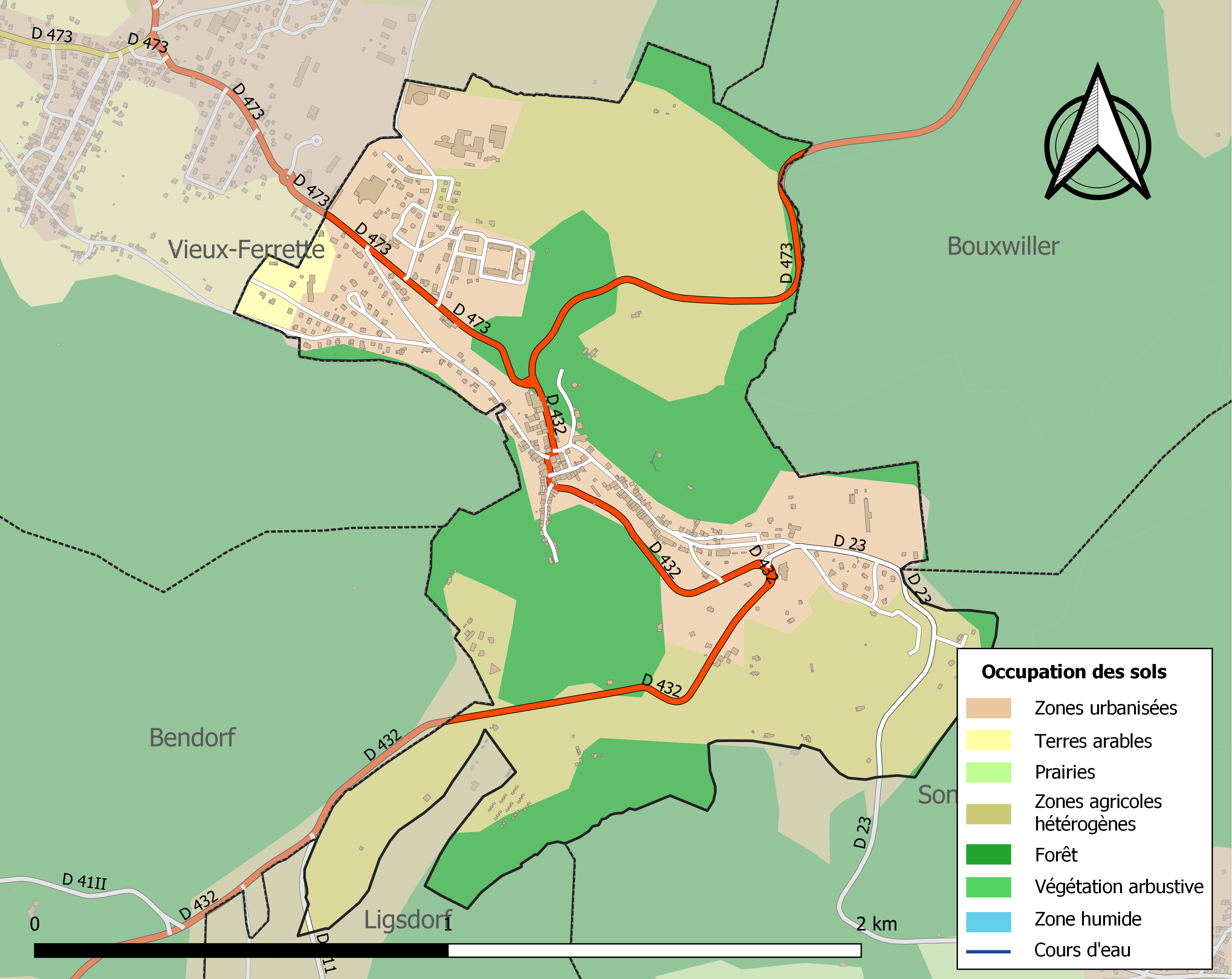
Carte des infrastructures et de l'occupation des sols de la commune en 2018 (CLC).

L'occupation des sols de la commune, telle qu'elle ressort de la base de données européenne d’occupation biophysique des sols Corine Land Cover (CLC), est marquée par l'importance des territoires agricoles (42,9 % en 2018), en diminution par rapport à 1990 (46,3 %). La répartition détaillée en 2018 est la suivante : 
zones agricoles hétérogènes (41,5 %), forêts (30,8 %), zones urbanisées (26,3 %), cultures permanentes (1,4 %). L'évolution de l’occupation des sols de la commune et de ses infrastructures peut être observée sur les différentes représentations cartographiques du territoire : la carte de Cassini (XVIIIe siècle), la carte d'état-major (1820-1866) et les cartes ou photos aériennes de l'IGN pour la période actuelle (1950 à aujourd'hui).

### Habitat et logement
En 2018, le nombre total de logements dans la commune était de 480, alors qu'il était de 487 en 2013 et de 584 en 2008.
Parmi ces logements, 76 % étaient des résidences principales, 8,2 % des résidences secondaires et 15,7 % des logements vacants. Ces logements étaient pour 45,3 % d'entre eux des maisons individuelles et pour 54,5 % des appartements.
Le tableau ci-dessous présente la typologie des logements à Ferrette en 2018 en comparaison avec celle du Haut-Rhin et de la France entière. Une caractéristique marquante du parc de logements est ainsi une proportion de résidences secondaires et logements occasionnels (8,2 %) supérieure à celle du département (3,3 %) mais inférieure  à celle de la France entière (9,7 %). Concernant le statut d'occupation de ces logements, 46,8 % des habitants de la commune sont propriétaires de leur logement (50,3 % en 2013), contre 60,5 % pour le Haut-Rhin et 57,5 % pour la France entière.
| Typologie                                               | Ferrette | Haut-Rhin | France entière |
| ------------------------------------------------------- | -------- | --------- | -------------- |
| Résidences principales (en %)                           | 76       | 87,8      | 82,1           |
| Résidences secondaires et logements occasionnels (en %) | 8,2      | 3,3       | 9,7            |
| Logements vacants (en %)                                | 15,7     | 9         | 8,2            |

## Toponymie
En allemand : Pfirt. En alsacien : Pfìrt ["BfIRt]. En dialecte roman (ajoulot) : Farratte.
Le nom de la localité est attesté sous les formes Pfirtensis [comes] & [de castro] Ferreto en 1105, de Ferretis en 1125, Phirrith en 1128, Phirida en 1133. Ensuite : Ferrettes en 1136, Firreta en 1141, Firretes en 1152, Ferretarum en 1233, de Pfirreto en 1271, Farrates en 1290, Ferretes en 1296, Phirret en 1299, Phfirt au XIVe siècle, Ferettensis en 1304, Phirretarum en 1309, Pharrettes en 1317, Phyretis en 1358, Phirt en 1361, Ferraite en 1469, Ferette en 1659, Pfürdt en 1663, Ferrette  en 1793.
Albert Dauzat et Charles Rostaing interprètent de Ferreto comme une possible firmitas (autrement firmitate), forme latine des différents Ferté de France, qui signifie « château fort, place forte » et qui se réfèrerait au château de Ferrette. La forme actuelle Ferrette résulterait d'une mauvaise réfection en français à partir de la forme alémanique Pfirt. Une autre hypothèse se base sur la topographie du site. Le château de Ferrette domine en effet une cluse entaillée de falaises et constitue un promontoire stratégique de premier plan, occupé de longue date, qui offre un panorama étendu sur la plaine du Rhin, contrôlant les vallées du Jura et du Sundgau. Dans ce cadre, il a été proposé un *Feritus (*Mons) construite sur feritus, participe de ferire « frapper, entailler ». Selon cette hypothèse, le gallo-roman feritu, devenu *ferido au VIe siècle, aurait été adapté en germanique en *ferida, d'où *firit au VIIIe siècle (formes non attestées), avec métaphonie [e] > [i] devant [i] subséquent, puis pfirit au XIIe siècle et enfin pfirt. La transformation de [f] en affriquée [pf] s'observe en effet dans d'autres mots allemands empruntés au latin[réf. nécessaire][Lesquels ?]. Quant à l'évolution de la forme romane, celle-ci se serait appuyée sur la forme *ferido (VIe siècle) pour donner *ferit (VIIIe siècle) avec maintien de l'articulation du [t] final, sous l'influence du doublet germanique et par rapprochement avec le suffixe -ette (par exemple, petite se dit ptette en franc-comtois). Dès lors, l'étymon de Ferrette signifierait « le (lieu) entaillé » et, par extension, « le (mont) abrupt ».
Cependant, le [f] initial de firmitas ou de *ferido aurait théoriquement dû se conserver tel quel en alémanique, comme dans les emprunts du vieux haut allemand au latin : latin febris > vieux haut allemand fiabar > allemand Fieber, alsacien Fiawer, Feewer « fièvre » ; latin fenestra > allemand Fenster, alsacien Fanschter « fenêtre ». La graphie Ph- à l'initiale de Phirida, d'où Pfirt, note au contraire la consonne affriquée [pf] (ex. : allemand Pfifferling < vieux haut allemand Phifera), or elle est issue de la mutation consonantique haut-allemande de [p]. De plus, les formes anciennes ne conservent aucune trace graphique d'un [m] qui se serait amuï par la suite. Ensuite, ces explications ne tiennent pas compte de la forme Pfirtensis qui est donnée comme étant aussi ancienne que Ferreto. Les formes romanes présentent toutes un redoublement du [r], signe d'une attraction précoce du  type toponymique roman Ferrette (la). L'existence de formes romanes du type *ferido ou germanique *ferida ou *firit n'est pas avérée, car il n'existe aucune mention ancienne connue antérieure au début du XIIe siècle (voir supra). En outre, les formes anciennes (voir supra) ne se réfèrent jamais à un éventuel mons (en latin) ou berg (en ancien haut allemand), alors que c'est généralement le cas pour les oronymes. Enfin, les dictionnaires étymologiques existants ne mentionnent pas un emploi quelconque du gallo-roman FERITU dans un sens topographique utilisé dans la toponymie française. Quant au  verbe latin fĕrĭō, fĕrīre, il signifie principalement « frapper, donner des coups, battre, heurter » et « immoler », d'où le français férir « frapper ».
En revanche, Ernest Nègre a recours au bas latin piretu(m) bien attesté dans la toponymie française,,, au sens probable dans ce cas de « verger de poiriers » ou « endroit planté de poiriers »,, terme composé des éléments issus du latin populaire *pira « poire » (latin classique pīrum) et du suffixe à valeur collective -etu(m). Ce terme, avec son [p] initial, semble représenter une meilleure alternative, à condition d'éliminer les formes du type Ferret-. On trouve effectivement une évolution phonétique comparable de la syllabe initiale, dans les emprunts de l'allemand au latin comme : Pfirsich « pêche » issu, comme le français pêche, du latin persica ou Pfeil (jadis pfîl « flêche ») issu du latin pīlum ou encore Pfeffer « poivre » emprunt, comme l'anglais pepper, au latin piper, pipĕris. Les formes romanes en Ferret- sont un des exemples, récurrents en toponymie, de mauvaises latinisations médiévales à partir du type toponymique roman Ferrette (la) ou Ferrière, dérivés de fer, tout comme de la série des termes de l'ancien français ferrite « pièce de fer, pierre précieuse », ferreté « semé de clous », ferreton « ouvrier du fer », etc.
La forme allemande actuelle du nom commun Birne « poire » (alémanique Biire) procède du moyen haut allemand bir[e], elle-même de l'ancien haut allemand bira (avec un n issu de la forme faible) lui aussi emprunt au latin populaire pīra « poire », tout comme le français poire. Il s'est vraisemblablement substitué à un ancien haut allemand *phere, *phire, par l'intermédiaire des clercs de l'Allemagne du sud. *Phere, *phire est postulé par les vieil anglais pere (> anglais pear) et le moyen néerlandais pēre (> néerlandais peer) qui, en revanche, n'ont pas subi la mutation consonantique haut allemande de [p].
Le même phénomène de germanisation s'observerait pour le nom de la commune de Pfetterhouse, mentionné sous la forme latine Petrosa « lieu pierreux » en 731, puis Phetterhusen en 1296, par analogie entre la finale -osa et l'ancien haut allemand hûs « maison ».
Le type toponymique Piretu(m) a par ailleurs abouti à Peray (Sarthe, (castrum) Pireti XIe siècle), Prénouvellon (Loir-et-Cher, de Pireto (Nevelonis) 1139), Pré-le-Fort (Loiret, apud Piretum 1156), Peroy-les-Gombries (Oise, Pereyum 1175), etc.

## Histoire

### Moyen Âge
En 1105 apparait la première mention du château de Ferrette qui appartient aux comtes de Montbéliard. Il était seul, sur son piton rocheux, le village le plus proche était nommé, à cette époque, Ferrette mais il s'agit de l'actuel Vieux-Ferrette.
Vers 1125, Frédéric de Montbéliard s'installe dans le château dont il avait hérité de son  père Thierry Ier de Montbéliard et prend le nom du village voisin du château. Devenu Frédéric Ier de Ferrette, il fonde le comté de Ferrette qui est l'une des plus puissantes seigneuries de Haute-Alsace durant le Moyen Âge tant et si bien que de 1105 à la fin du XIIIe siècle, le comté de Ferrette est pratiquement un État souverain.
Axé à l'origine sur le Sundgau occidental, le comté s'étend progressivement, déplaçant progressivement son centre vers Altkirch puis Thann.
De 1233 à 1275, le comté est gouverné avec sagesse et habileté par Ulrich II de Ferrette, qui cède son domaine à l'évêque de Bâle en 1271 et devient son vassal.
Après le décès du comte d'Ulrich III, 7e comte de Ferrette, survenu le 10 mars 1324, sa fille Jeanne en hérite. Albert II d'Autriche, époux de Jeanne de Ferrette, qui possède ses terres le long du Rhin, gouverne le comté à partir du 26 mars 1324. Il fusionne ses possessions et celles de sa femme, constituant ainsi le Sundgau des Habsbourg qui s'étend sur les deux rives du Rhin.
En 1469, à la suite du traité de Saint-Omer, Ferrette est cédé par Sigismond d'Autriche à Charles le Téméraire qui y établit Pierre de Hagenbach comme gouverneur.

### Temps modernes
Vers 1446, le château est rénové, reconstruit en 1488 et agrandi en 1552 puis de nouveau modifié, par les archiducs d'Autriche, entre 1571 et 1615, afin de l'adapter aux armes à feu. Durant ce temps, un nouveau village, situé au pied du château, voit le jour sous le nom de Ferrette. Afin de distinguer l'ancien village du nouveau, le premier prend le nom de Vieux-Ferrette. En 1540, le château passe aux mains d'une famille de banquiers, les Fugger, qui font construire un rempart reliant le château-haut au château-bas.
En 1632, durant la guerre de Trente Ans, les troupes suédoises prennent le château, et s'installent dans la région. Deux ans plus tard, les paysans en révolte chassent la garnison suédoise qui revient immédiatement avec des renforts, prennent le village, le pille, le saccage, pourchassent les habitants. Le château supérieur quant à lui subit de gros dommages.
En 1635, c'est au tour des troupes françaises d'attaquer le château. Une fois pris, il est brûlé et détruit.
Le 24 octobre 1648, par les traités de Westphalie et de Münster qui mettent fin à la guerre de Trente Ans, les terres et seigneuries des Habsbourg, en Alsace, passent aux mains du Roi de France Louis XIV. En 1659, il donne plusieurs seigneuries à son premier ministre, le  cardinal Mazarin, dont la seigneurie de Ferrette. Le château devient peu à peu une ruine.
En 1777, la seigneurie passe aux mains d'Honoré IV prince de Monaco, qui devient propriétaire du domaine de Ferrette par son mariage avec Louise d'Aumont, héritière de Mazarin. L'actuel prince de Monaco porte toujours le titre de comte de Ferrette.

### Époque contemporaine
En 1838, Jean Zuber, fabricant de papier peint à Rixheim, acquiert le château qui est classé monument historique en 1842.
En 1862, le château était possession de la famille Zuber de Rixheim.
En 1892 est mise en service la ligne d'Altkirch à Ferrette, facilitant les déplacements des habitants jusqu'en 1951, date de sa fermeture au service voyageur, et 1968 pour celui des marchandises.
Le château a été vendu à un particulier en 2011.

## Politique et administration

### Découpage territorial
La commune de Ferrette est membre de la communauté de communes Sundgau, un établissement public de coopération intercommunale (EPCI) à fiscalité propre créé le 15 juin 2016 dont le siège est à Altkirch. Ce dernier est par ailleurs membre d'autres groupements intercommunaux.
Sur le plan administratif, elle est rattachée à l'arrondissement d'Altkirch, à la circonscription administrative de l'État du Haut-Rhin, en tant que circonscription administrative de l'État, et à la région Grand Est. 
Sur le plan électoral, elle dépendait jusqu'en 2020 du  canton d'Altkirch pour l'élection des conseillers départementaux au sein du conseil départemental du Haut-Rhin. Depuis le 1er janvier 2021, elle dépend du même canton pour l'élection des conseillers d'Alsace au sein de la collectivité européenne d'Alsace.

### Liste des maires
| Période                                  | Période                        | Identité                        | Étiquette | Qualité |
| ---------------------------------------- | ------------------------------ | ------------------------------- | --------- | --- |
| Les données manquantes sont à compléter. |                                |                                 |           | |
| 1848                                     | 1852                           | Charles Joseph Philibert Cassal |           | Notaire Conseiller général de Ferrette (1848 → 1852)                                                                                       |
| 1866                                     | 1870                           | François Joseph Boehler         |           | Conseiller général de Ferrette (1866 → 1870)                                                                                               |
| 1911                                     | 1915                           | Louis Charles Touvet            |           | |
| 1918                                     | 1927                           | Louis Charles Touvet            |           | Conseiller général de Ferrette (1919 → 1927)                                                                                               |
| Les données manquantes sont à compléter. |                                |                                 |           | |
| 1958                                     | 1983                           | Alphonse Jenn                   | UDR       | Clerc de notaire Député du Haut-Rhin (3e circ.) (1967 → 1973) Conseiller général de Ferrette (1959 → 1982)                                 |
| mars 2001                                | mars 2008                      | Pierre Brand                    | UDF       | Cadre bancaire Conseiller général de Ferrette (1982 → 2001)                                                                                |
| mars 2008                                | mai 2020                       | François Cohendet               | UDI       | |
| mai 2020                                 | juillet 2022                   | Corinne Rabault                 |           | Ingénieure, cheffe de projet dans une société pharmaceutique à Bâle Présidente du conseil local de santé mentale du Sundgau Démissionnaire |
| octobre 2022                             | En cours (au 16 décembre 2022) | François Cohendet               |           | Artisan ou commerçant retraité |

## Équipements et services publics

### Enseignement
La ville de Ferrette a un collège public d'enseignement secondaire, le collège de Ferrette.

### Justice, sécurité, secours et défense

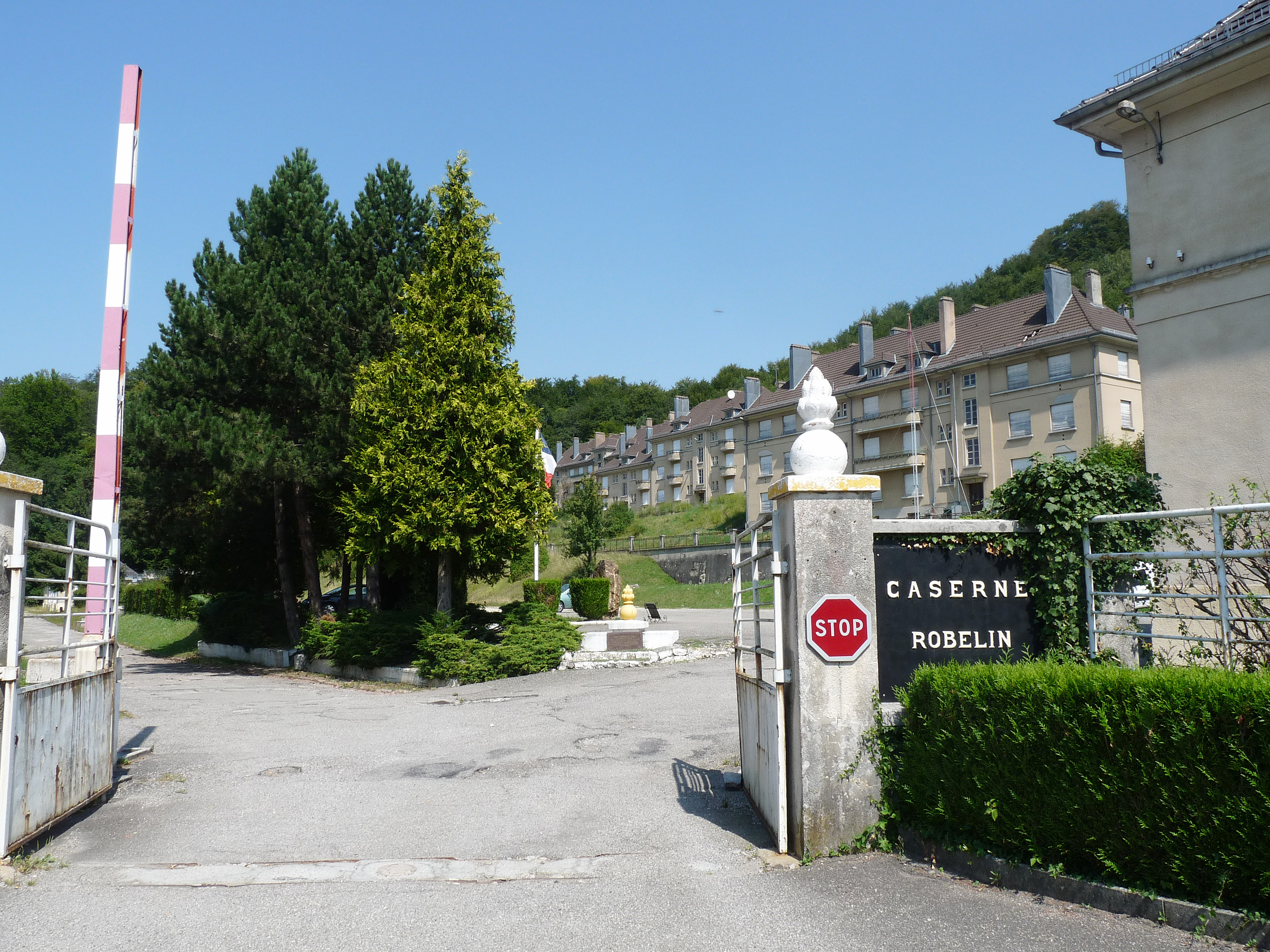
La caserne de gendarmerie Robelin.

Ferrette comptait un escadron de gendarmerie mobile de 120 gendarmes, l'EGM 24/7, rattaché au Groupement II/7 de Gendarmerie mobile de Strasbourg.
Les gendarmes et leurs familles représentaient environ 150 habitants de la commune. 
En 2013, l'escadron a été dissous.
Une partie de la caserne de gendarmerie Robelin a été détruite pour construire la nouvelle école primaire.

## Population et société

### Démographie
L'évolution du nombre d'habitants est connue à travers les recensements de la population effectués dans la commune depuis 1793. Pour les communes de moins de 10 000 habitants, une enquête de recensement portant sur toute la population est réalisée tous les cinq ans, les populations de référence des années intermédiaires étant quant à elles estimées par interpolation ou extrapolation. Pour la commune, le premier recensement exhaustif entrant dans le cadre du nouveau dispositif a été réalisé en 2004.

En 2022, la commune comptait 848 habitants, en évolution de +23,44 % par rapport à 2016 (Haut-Rhin : +0,66 %, France hors Mayotte : +2,11 %).
| 1793 | 1800 | 1806 | 1821 | 1831 | 1836 | 1841 | 1846 | 1851 |
| ---- | ---- | ---- | ---- | ---- | ---- | ---- | ---- | ---- |
| 557  | 593  | 677  | 675  | 733  | 800  | 790  | 792  | 733  |

| 1856 | 1861 | 1866 | 1871 | 1875 | 1880 | 1885 | 1890 | 1895 |
| ---- | ---- | ---- | ---- | ---- | ---- | ---- | ---- | ---- |
| 694  | 624  | 664  | 595  | 546  | 520  | 510  | 521  | 487  |

| 1900 | 1905 | 1910 | 1921 | 1926 | 1931 | 1936 | 1946 | 1954 |
| ---- | ---- | ---- | ---- | ---- | ---- | ---- | ---- | ---- |
| 508  | 511  | 508  | 443  | 441  | 427  | 421  | 597  | 684  |

| 1962 | 1968 | 1975 | 1982 | 1990 | 1999  | 2004  | 2006  | 2009 |
| ---- | ---- | ---- | ---- | ---- | ----- | ----- | ----- | ---- |
| 708  | 798  | 783  | 727  | 863  | 1 020 | 1 041 | 1 063 | 873  |

| 2014 | 2019 | 2022 | - | - | - | - | - | - |
| ---- | ---- | ---- | - | - | - | - | - | - |
| 683  | 812  | 848  | - | - | - | - | - | - |

### Manifestations culturelles et festivités
Depuis quelques années[C'est-à-dire ?], une fête médiévale avec spectacle son et lumière se déroule à Ferrette, fin juin[réf. nécessaire].

## Culture locale et patrimoine

### Lieux et monuments
- Les ruines du château médiéval font l’objet d’un classement au titre des monuments historiques depuis le 16 février 1930[40].
- L'église catholique Saint-Bernard-de-Menthon fait l’objet d’un classement au titre des monuments historiques depuis le 27 juin 1902[41]. Noter le clocher en bâtière.

Saint-Bernard-de-Menthon
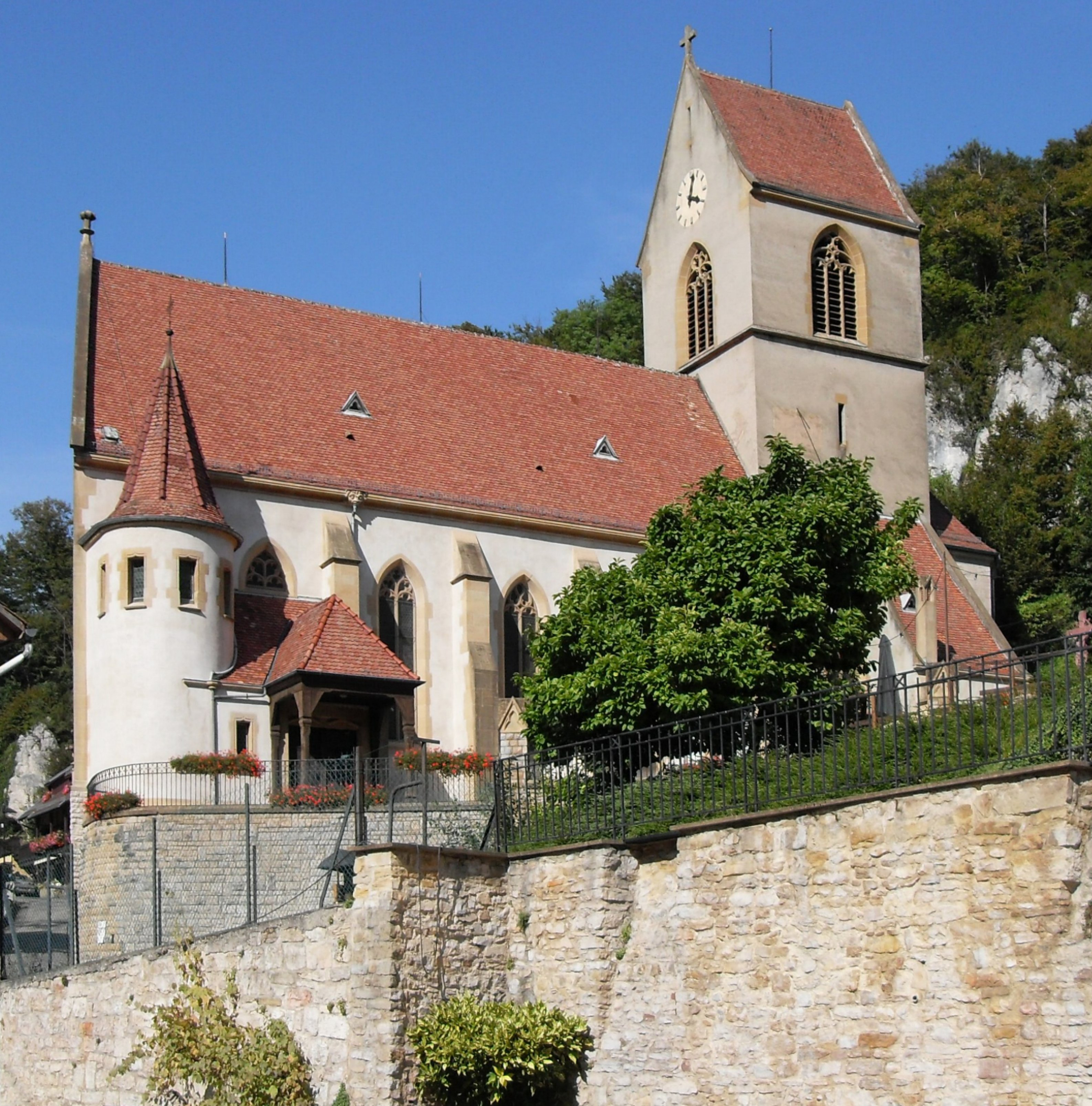
Côté sud.
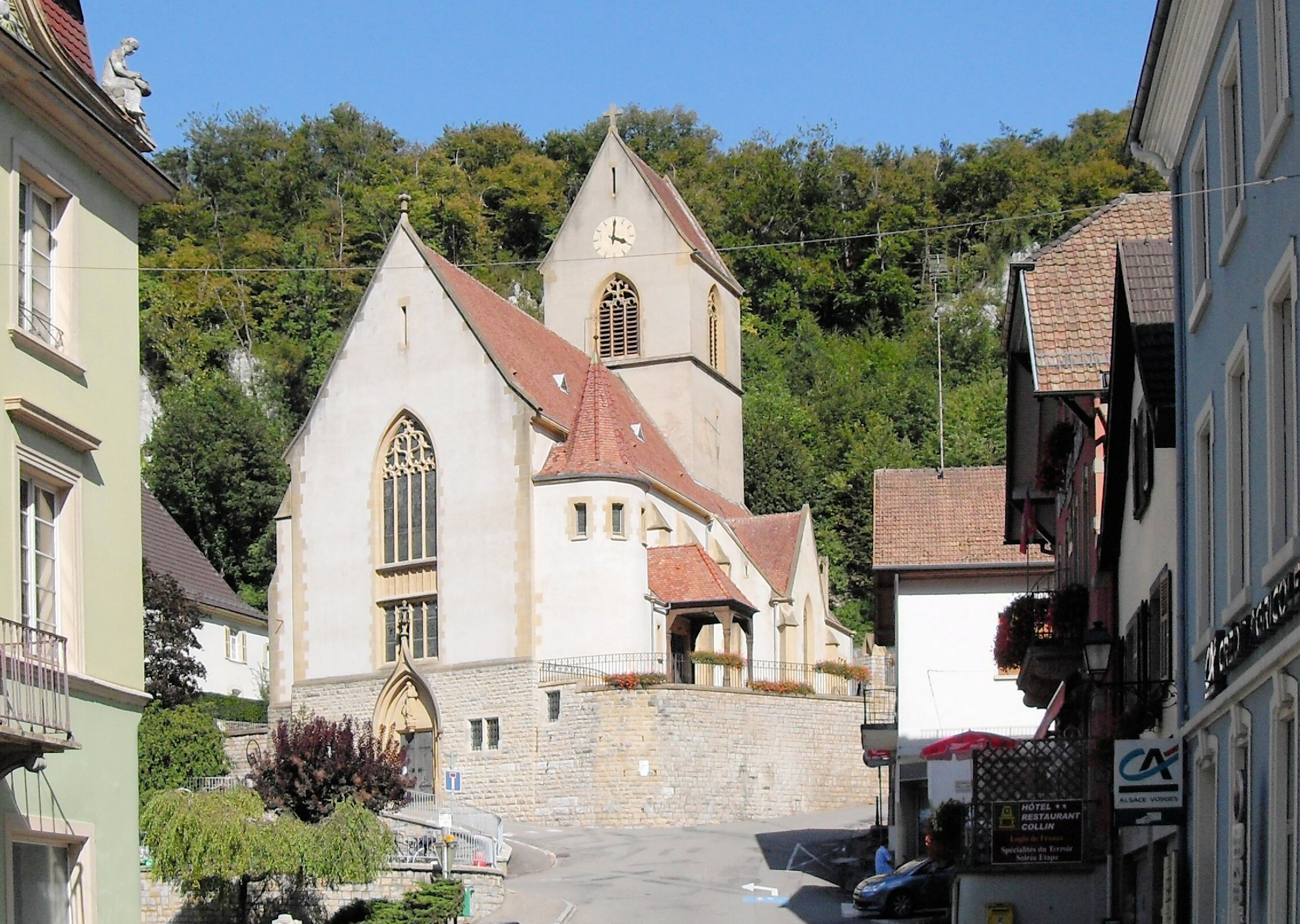
Côté ouest.

- L'Hôtel de ville fait l’objet d’une inscription au titre des monuments historiques depuis le 21 mars 1996[41].
- Ruines de la chapelle Sainte-Catherine au château.
- Église Saint-Bernard-de-Menthon
- La gorge aux Loups et la grotte des Nains, situées dans la montagne entre les rochers de la Heidenflüh, avec la légende qui s'y rattache.

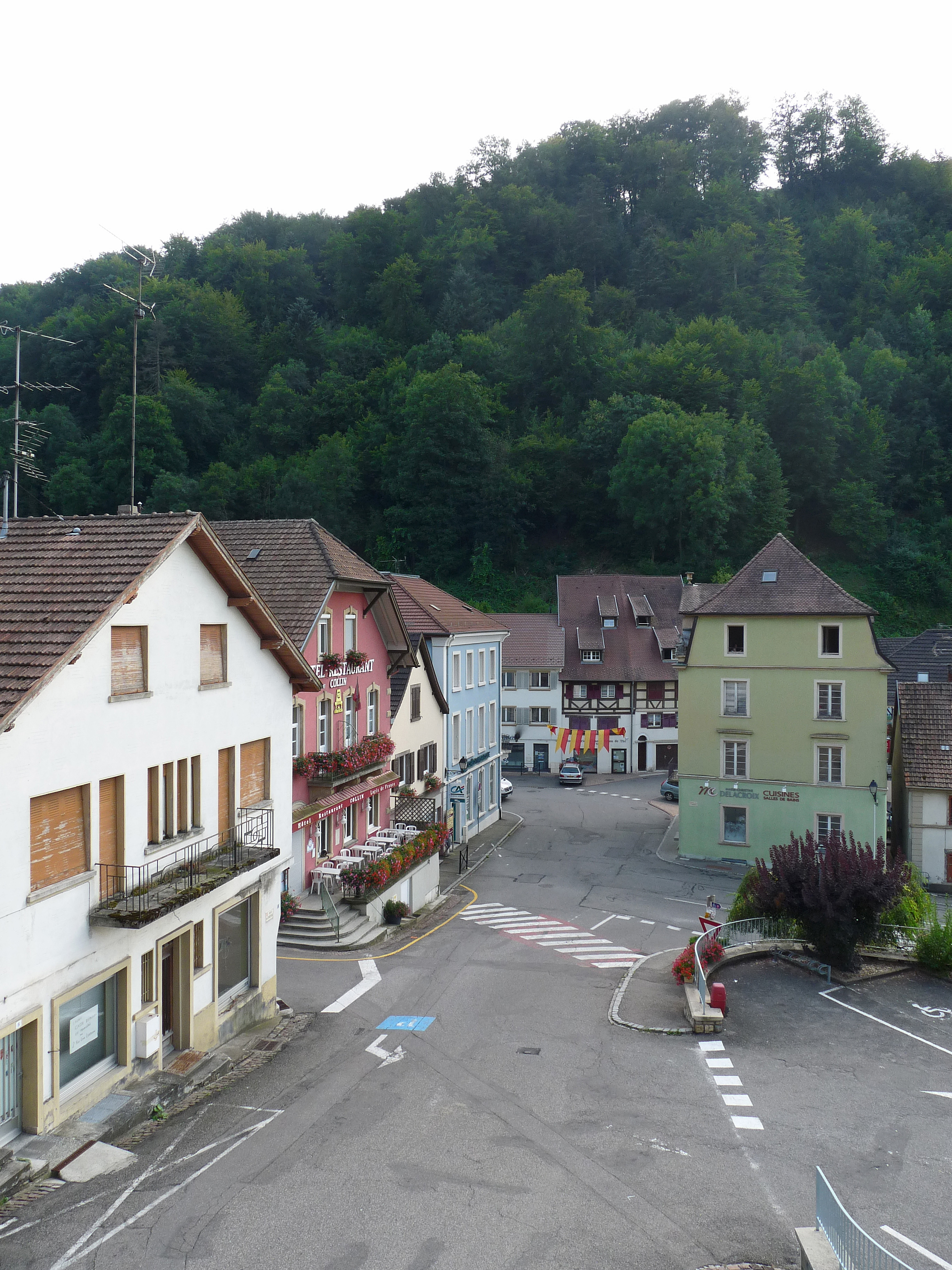
Ferrette centre.
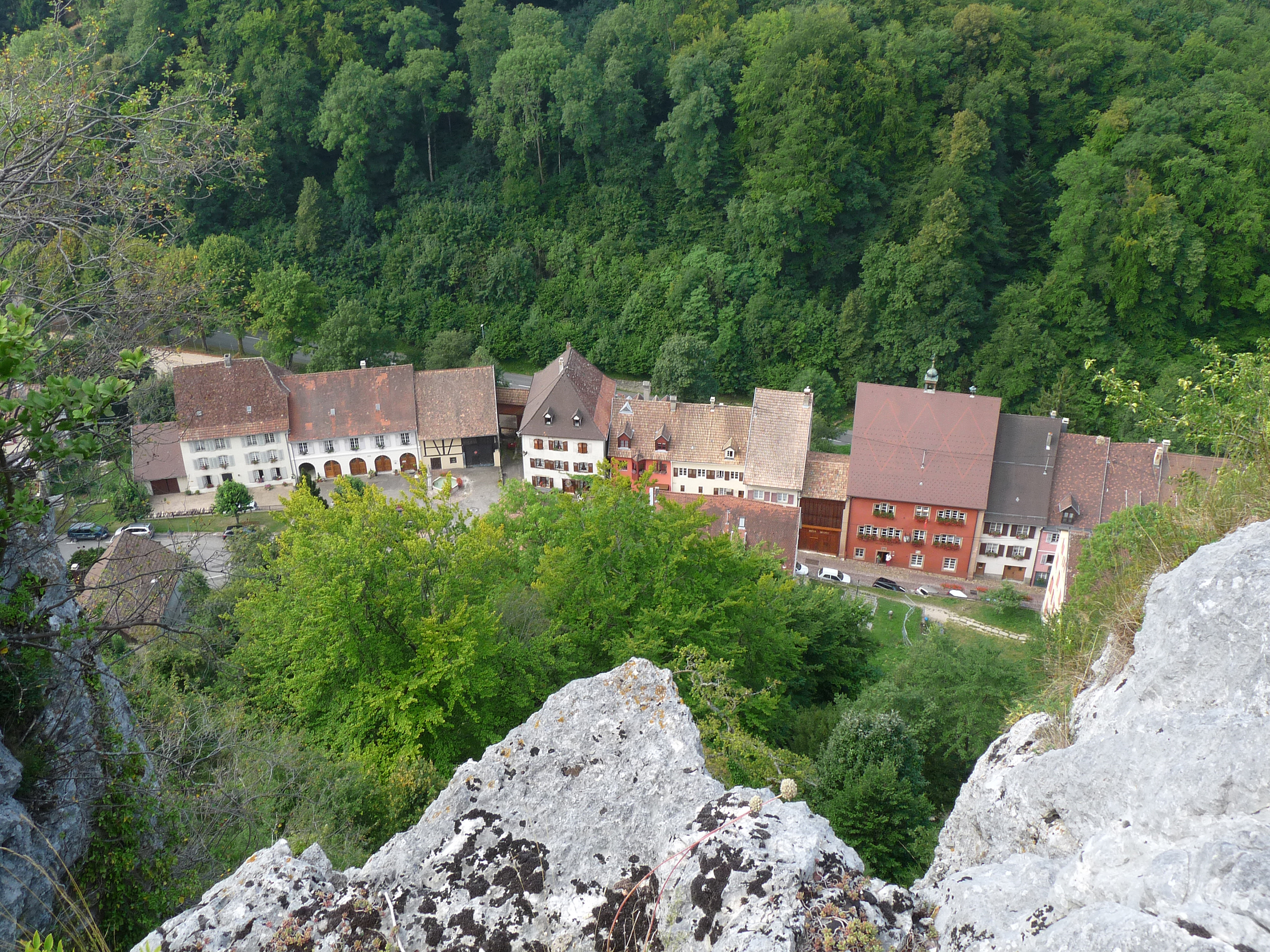
Vue du village depuis le château.
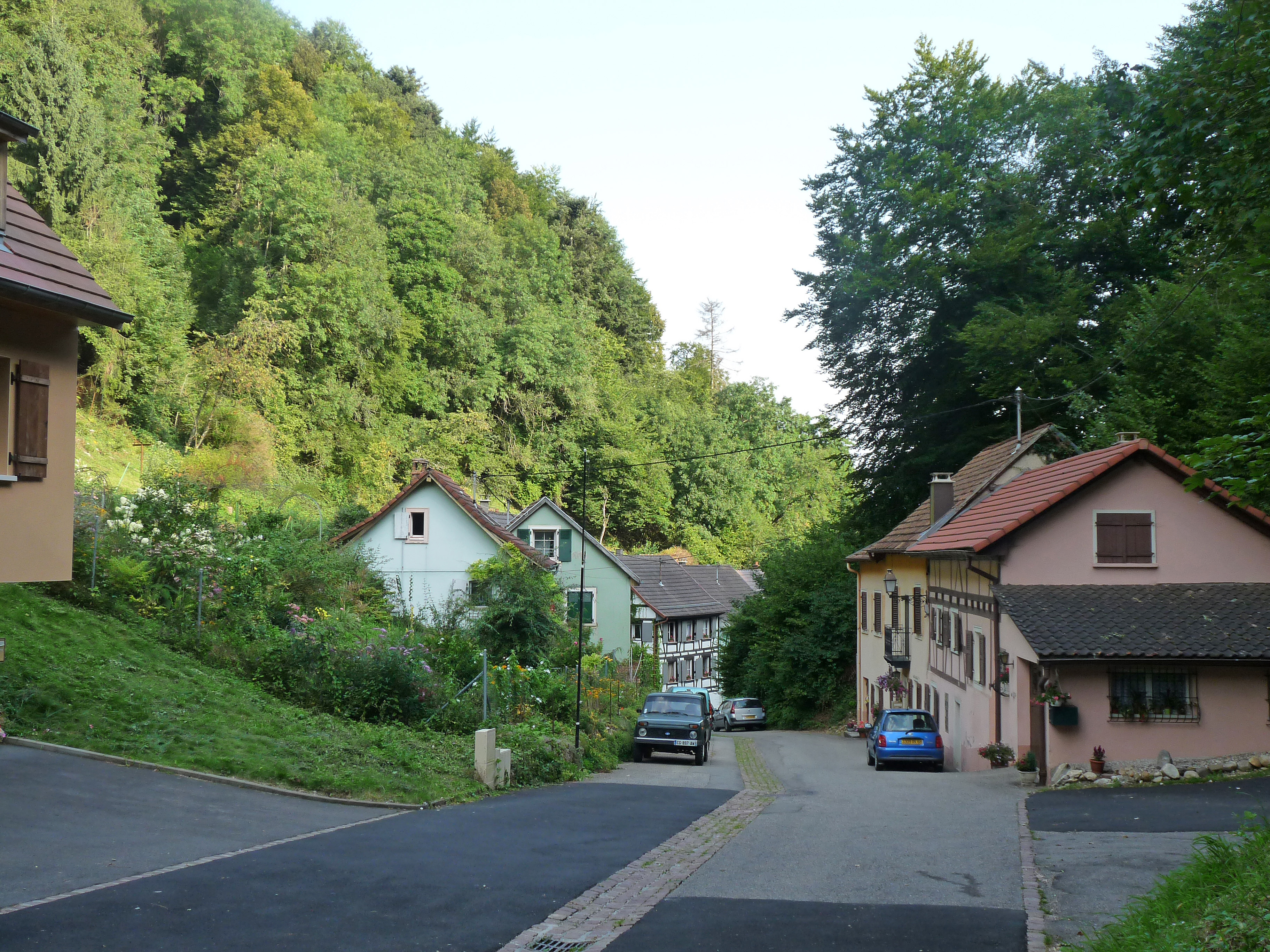
La rue des Orfèvres.

### Personnalités liées à la commune
- Jean-Henri-Ferdinand Lamartelière (1761-1830), dramaturge né à Ferrette, au 22 de la rue du Château, sous le nom de Schwingdenhammer.
- Roger Kempf, écrivain, prix Femina Essai pour L'indiscrétion des frères Goncourt en 2004.
- Comte de Ferrette[42] est l'un des nombreux titres du prince souverain de Monaco.
- Le poète Eugène Guillevic séjourna dans la rue du Château de 1919 à 1935.

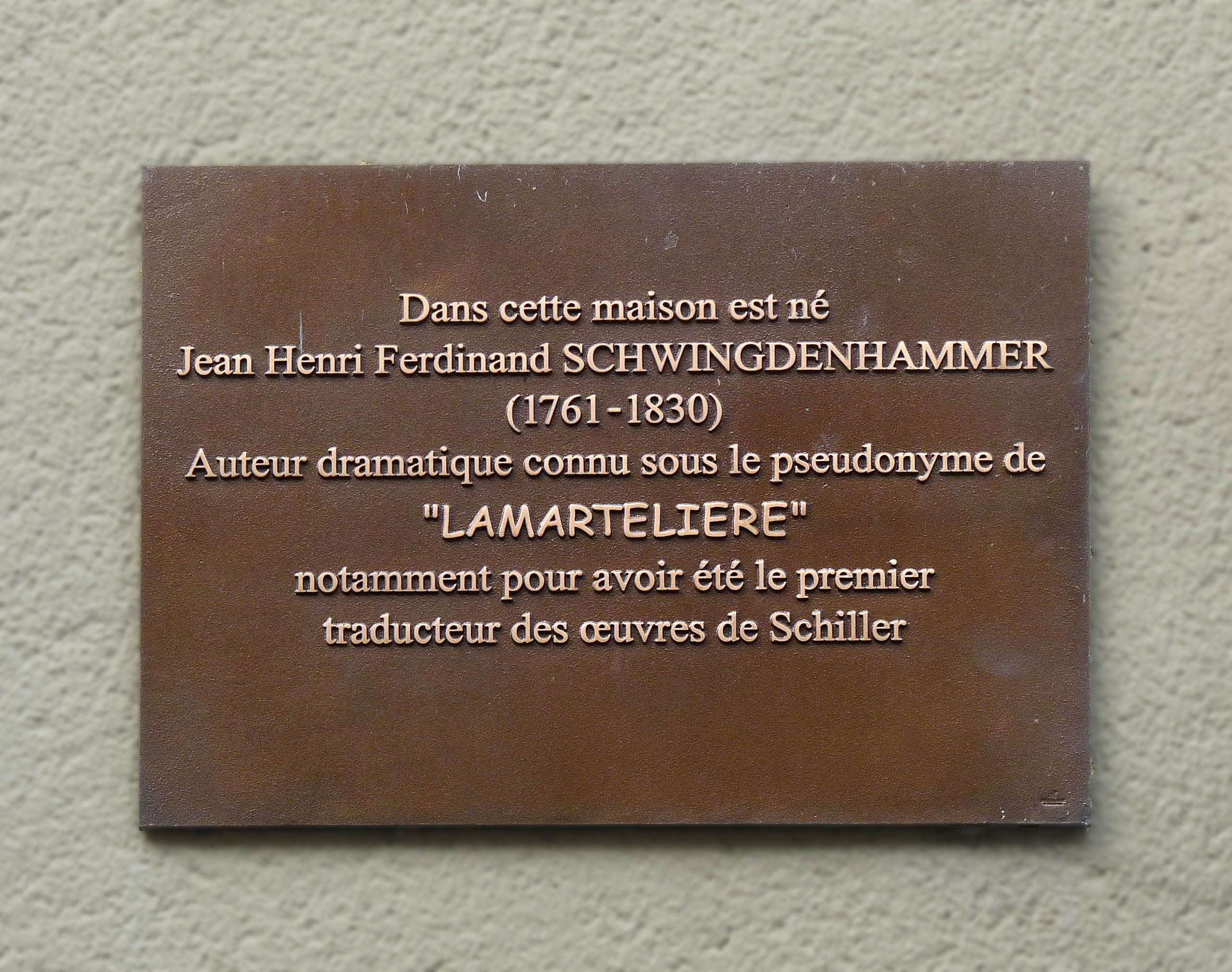
Plaque sur la maison natale de Jean Henri Ferdinand Schwingdenhammer.
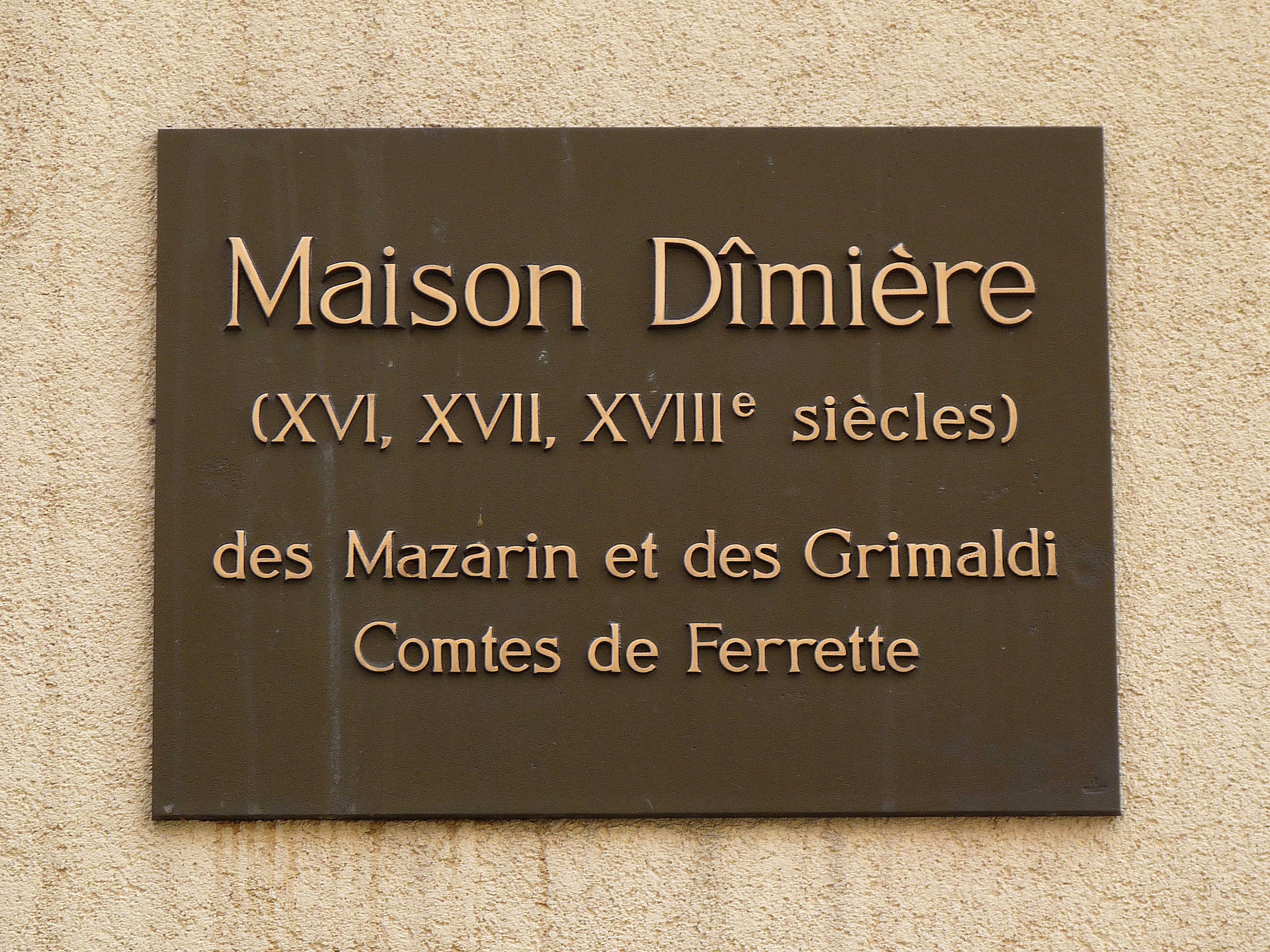
Maison Dimière des Mazarin et des Grimaldi, comtes de Ferrette.
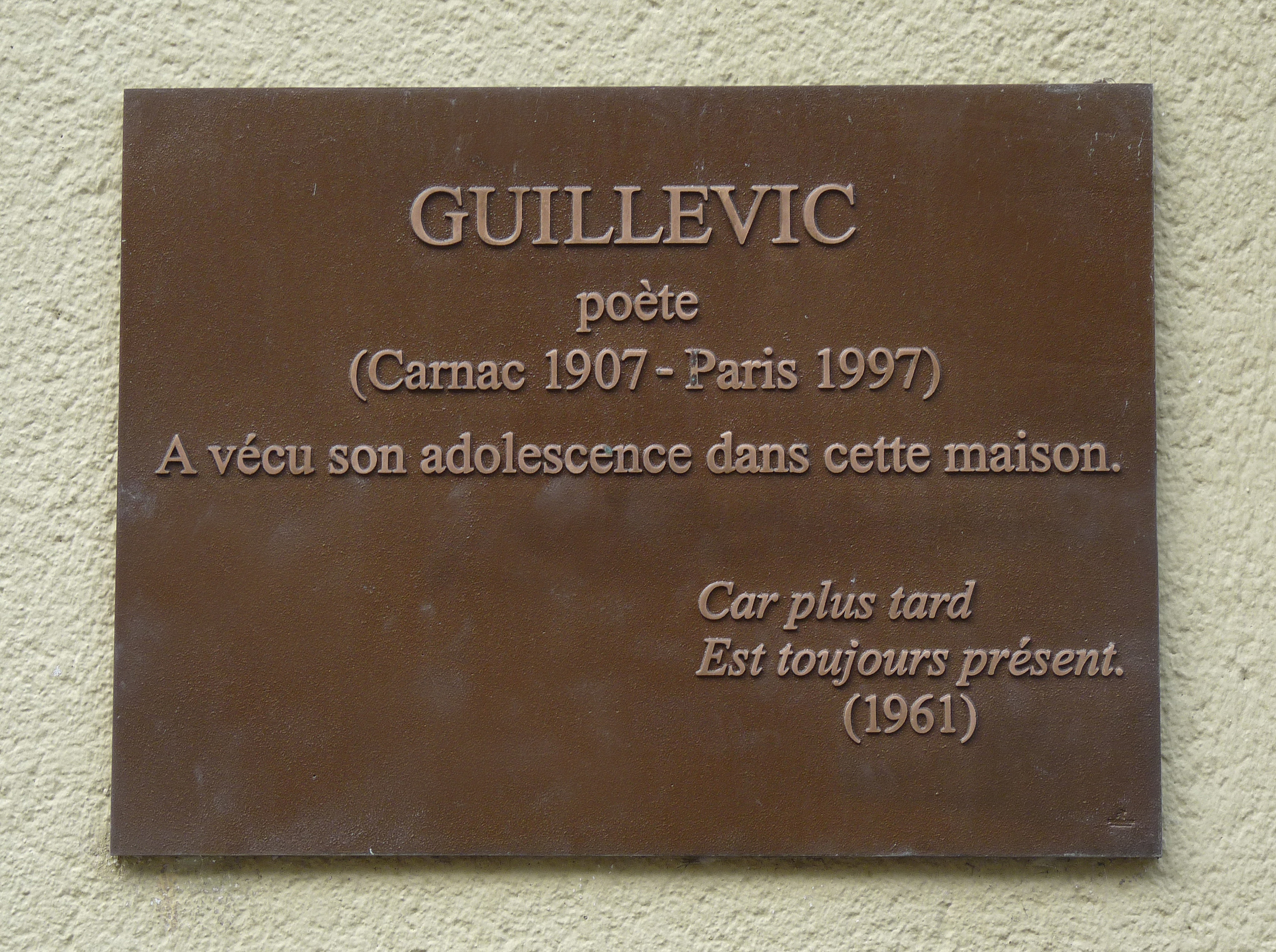
Plaque à la mémoire de Guillevic.

### Ferrette dans les arts et la culture
Dans son roman Anne de Geierstein, écrit en 1829, Walter Scott fait figurer le château de Ferrette et les méfaits de Pierre de Hagenbach, qui est décapité pour ses nombreuses exactions.

### Héraldique
| Blason de Ferrette | Blason  | De gueules aux deux bars adossés d'or.           |
| Blason de Ferrette | Détails | Le statut officiel du blason reste à déterminer. |

## Pour approfondir